# La española inglesa
La española inglesa es una obra literaria de Miguel de Cervantes Saavedra. Se trata de una novela bizantina que se publica en 1613, en el conjunto de doce novelas cortas escritas entre 1590 y 1612 que componen las Novelas ejemplares, bajo el título general de Novelas ejemplares de honestísimo entretenimiento.

## Argumento
La española inglesa narra el rapto de Isabela, uno de los despojos que los ingleses llevaron de la toma de Cádiz, y la captura de Ricaredo por los turcos. La novela es la historia de sus repatriaciones geográficas y religiosas, de la devolución de Isabela a sus padres verdaderos y de la reunión de los jóvenes amantes al final de la novela.
La novela empieza por un acto de rebeldía de Clotaldo, padre de Ricaredo, quien lleva a Isabela a Londres. En aquel tiempo Isabela, de solo siete años, es una niña muy hermosa. Clotaldo y su familia son católicos secretos que viven en la protestante Inglaterra. Clotaldo lleva a Isabela a vivir con su familia, pero lo hace a escondidas de la reina de Inglaterra. Isabela es tratada como una hija y llega a ser una joven muy educada y extremadamente bella. Isabela aprende los modales ingleses, pero a la misma vez continúa usando sus modales españoles. Ella crece junto a Ricaredo, quien es seis años mayor. Ricaredo es el hijo único de Clotaldo y Catalina. Los dos jóvenes llegan a enamorarse, Ricaredo se le declara a Isabela y ella le corresponde. Desafortunadamente, los padres de Ricaredo tenían planeado casarlo con una escocesa. Entonces comienzan las varias separaciones entre los dos. La reina se entera de la existencia de Isabela y pide una audiencia con ella. Clotaldo y Catalina están muy nerviosos porque piensan que la reina está ofendida y los castigará. Por otro lado, también tienen miedo de que Isabela le vaya a decir a la reina que Clotaldo y su familia son católicos secretos. Sin embargo, Isabela resultó ser toda una tumba y guardó bien los secretos de Clotaldo y su familia.
Viendo su belleza, la reina decide que Ricaredo debe pasar una prueba antes de poder casarse con Isabela. Por lo tanto, Ricaredo tiene que salir en una expedición con el Barón de Lansac. Durante su viaje, Ricaredo les perdona la vida a varios españoles y se encuentra por casualidad con los padres de Isabela. Prueba su valor y vuelve con los padres de Isabela y muchas joyas que ofrece a la Reina. Mientras Ricaredo estaba de viaje, Arnesto, un hombre de la corte, se enamora de Isabel. Cuando Isabela rechaza a Arnesto y está por casarse con Ricaredo, la madre de Arnesto decide envenenar a la joven porque la Reina no le da permiso para casarla con su hijo. No consigue darle muerte, pero la desfigura terriblemente. Sin embargo, Ricaredo sigue enamorado de ella, aunque de su belleza interior -ahora, de sus virtudes internas- y decide salir de Inglaterra, en un viaje a Italia, para no tener que casarse con la escocesa. Isabela vuelve a España con sus padres para recuperarse de los efectos del veneno y recobrar su salud. Ricaredo le había dicho que lo esperase dos años. En este tiempo, él estuvo preso en Argel, cautivo de los turcos. Al fin llega a Sevilla justo a tiempo para impedir que Isabela pueda profesar como monja, y se casan.

## Personajes

### Personajes principales
Isabela –  Una hermosa joven española de apenas siete años que es raptada por Clotaldo. Clotaldo la lleva a Inglaterra donde la cría como una hija junto a su hijo Ricaredo. Isabela continúa hablando español, pero a la misma vez aprende las costumbres de Inglaterra. Sin embargo, su fe sigue siendo catolicismo porque la familia de Clotaldo es católica en secreto. Ya una joven de más edad, Isabela se enamora de Ricaredo. Justo cuando los padres aceptan el amor de Ricaredo e Isabela, la reina descubre la existencia de Isabela. La reina adora a Isabela y la respeta mucho. Mientras Ricaredo andaba de viaje, Isabela lo esperó con mucho amor y rechazó a todos sus pertinentes. Una vez que Ricaredo regresa, están a punto de casarse cuando Arnesto, un hombre de la corte, se enamora de Isabela. Esta no le corresponde, pero la madre de Arnesto la envenena, y como efecto secundario, estropea su belleza. Desafortunadamente, la boda se impide, y Ricaredo se enfrenta con la muerte. Isabel termina reuniéndose con sus padres y regresan juntos a España donde ella decide entrar al convento. Ricaredo la sorprende en España y terminan casándose. Isabela es una joven hermosa con buen corazón. Ella es fiel a Ricaredo y a su familia. Cuando pierde su belleza física, conocemos su belleza interior. Es una joven que nunca pierde la fe y siempre trata de ver hacia adelante. Con Isabela vemos el poder de una mujer. Isabela es la protagonista de esta novela sin embargo, habla muy poco. Pero sin ella la novela no existiría. 

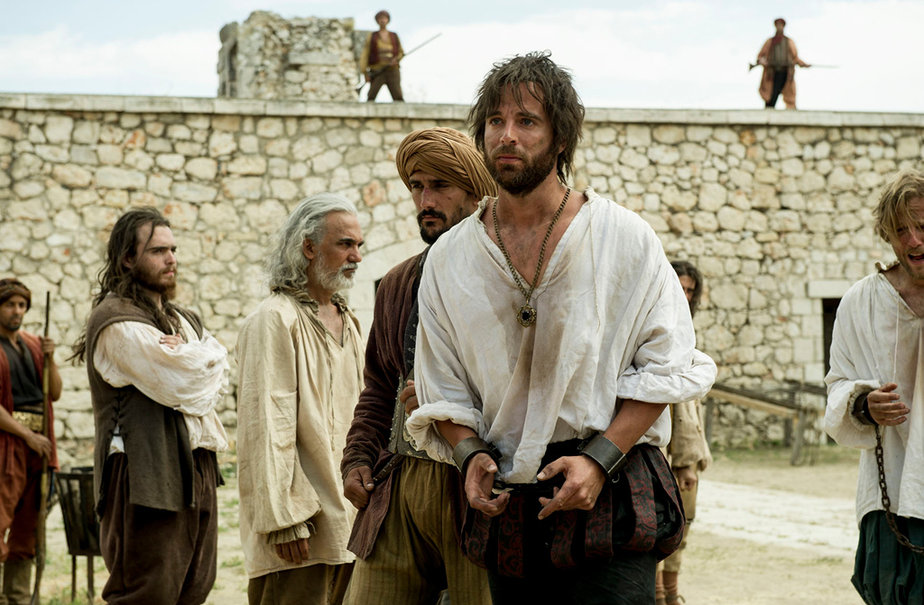
Escena de la película La española inglesa (2015), dirigida por Marco Castillo.

Ricardo – Un joven inglés que crece junto a Isabela. Es hijo de Clotaldo y Catalina y vive en Inglaterra como un católico secreto. Se enamora de Isabela y pasa por varias pruebas antes de poder casarse con ella. Deja a su familia y prometida Clisterna (la escocesa) para reunirse con Isabela en Sevilla y poder casarse. Ricaredo es un joven guapo pero también tiene una gran personalidad. Él valora a Isabel como persona y no se enfoca solo en su belleza. Cuando Isabel pierde su belleza, Ricaredo desafía a sus padres y decide que no le importa la apariencia física de Isabel y se va a casar con ella. La historia también lo muestra como un joven muy valiente. Él literalmente afrenta a la muerte por el amor que le tiene a Isabel. Cuando la reina lo manda a la guerra no lo duda ni por un segundo antes de aceptar. Otra característica que tiene Ricaredo es la lealtad. Ricaredo es un católico en secreto que tiene que pelear en contra otros católicos para poder seguir las órdenes de su reina. En vez de matar a los españoles, él mantiene esa lealtad a su religión y lograr salvarlos sin poner en riesgo su propia vida. Además demuestra honestidad cuando decide traer a los padres de Isabela sin importar la posibilidad de perderla.
Clotaldo – Un caballero inglés, padre de Ricaredo. Durante una misión a Cádiz, se encuentra con Isabel, en ese tiempo una niña de apenas siete años. Asombrado con su belleza, se la lleva de regreso a Inglaterra y la cría como una hija, sin decirle nada a su reina. Cuando la reina pide una audiencia con Isabela, Clotaldo se pone un poco nervioso, pero todo sale muy bien. Él aprueba el amor entre su hijo Ricaredo e Isabela. Pero cuando Isabela pierde su belleza física, Clotaldo le pide a Ricaredo que se case con la escocesa. 
Por lo general, vemos que Clotaldo es un buen hombre. Es muy respetuoso y todo un caballero. Aunque se ve un poco mal cuando le pide a su hijo que se case con la escocesa porque Isabela ya no es bella físicamente, el nunca trata mal a Isabela. Siempre la ve como una hija. 
Reina– La reina de Inglaterra. Una vez enterada de la existencia de Isabela, quiere conocerla. Asombrada de su belleza, le pone a Ricaredo una prueba antes de que se pueda casar con Isabela. Ricaredo pasa la prueba y la reina aprueba el matrimonio. Cuando Arnesto se quiere casar con Isabela y su madre la envenena, la reina castiga a Arnesto y su madre y cumple con su palabra ayudarle a Isabela a regresar a España con sus padres.

### Personajes secundarios
Catalina – La madre de Ricaredo y esposa de Clotaldo. Cría a Isabela como a una hija. 
Arnesto – Un joven que se enamora de Isabela y se vuelve loco cuando ella lo rechaza. Es desterrado de Inglaterra a consecuencia de su participación en el envenenamiento de Isabela. Atenta contra la vida de Ricaredo en Italia, pero no logra matarlo.
Madre de Arnesto – La camarera mayor de la reina. Envenena a Isabela cuando ella rechaza a su hijo y la reina no le cede su permiso para que se casen. 
Prima de Isabela – Una monja en Sevilla. Después de que la mamá de Arnesto la envenena, Isabel viaja con sus padres a Sevilla donde espera recuperarse y vivir en paz. Tal como su prima, Isabela piensa entrar al convento.
Clisterna – Una hermosa joven escocesa que está comprometida con Ricaredo.

## Temas

### La belleza
Isabel es una joven muy bella y hermosa, y su belleza es una cuestión fundamental en esta novela. Es el motivo por el que Clotaldo la secuestra. También es la razón por la cual la reina la favorece tanto. Pero también es el porqué de su desgracia. En fin, su belleza es la razón por la cual la madre de Arnesto la envenena. Cervantes usa el tema de la belleza muy cuidadosamente. Al principio de la novela, parece como si Isabel fuese solo valorada por su belleza. Sin embargo Cervantes se toma el tiempo para asegurarse que no sea así. Le da otras cualidades como su inteligencia y nobleza. Incluso le quita su belleza y pone a prueba el amor de Ricaredo. Ricaredo llega a valorar a Isabel como persona y no solo por su belleza física. Esto automáticamente hace que los lectores sean capaces de apreciar las otras virtudes del personaje. Después de que Isabel es vista con otros ojos, Cervantes decide devolverle su belleza, aunque la imagen de su persona interior no cambia.

### La mujer
Como en muchas de sus novelas y obras, Cervantes pone mucho énfasis en la mujer. En este caso la mujer es Isabela. Ella es la protagonista de la novela, sin embargo, dice muy poco durante toda la novela. Sin Isabel la novela no tendría sentido. El hecho de que ella no hable casi nada la convierte en un personaje más interesante, pues los actos dicen más que las palabras. Cuando Isabela pierde su belleza física, Cervantes le da más valor femenino poniéndole énfasis en su belleza interior. A la misma vez, Cervantes le da mucha importancia a Isabela cuando decide que no solo uno o dos, sino más bien tres hombres se vuelvan locos por su belleza. De hecho, hasta las mujeres quedan asombradas. Pero más allá de la belleza física, Cervantes hace que Isabela sea una mujer valiosa por su educación y lealtad. 
En la época que escribía Cervantes, las mujeres no tenían ningún poder o valor. Por lo general la mujer siempre estaba bajo el poder del hombre. Sin embargo, con sus obras, Cervantes nos demuestra un mundo diferente. No solo les da una voz a las mujeres, pero también les da valor femenino.

### La religión
La religión es otro de los temas de importancia fundamental en esta novela. Por un lado, están Isabela y su familia, quienes son católicos, pues viven en España. Por otro lado, está la familia de Clotaldo, los cuales viven en Inglaterra, como católicos en secreto. De inmediato se ve el conflicto de la familia de Clotaldo, pues si la reina se llegara a enterar de su engaño, sus vidas correrían peligro. 
Un ejemplo específico donde la religión es puesta a prueba es cuando Ricaredo está de viaje. Durante este viaje, Ricaredo sabe que existe la posibilidad de que tenga que matar a otros católicos, pues son los enemigos de Inglaterra. Cuando llega el momento, Ricaredo le es fiel a su religión y les logra perdonar la vida. 
Otro ejemplo es cuando Isabela, aunque tiene muchos pretendientes buenos, decide seguir su fe y convertirse en monja, en vez de casarse. Este es un ejemplo muy importante, porque en esa época la expectativa era que las mujeres tenían que casarse y formar una familia. Cuando Isabela decide seguir el camino de la religión, no solo le da valor a la religión sino también le da valor al poder de la mujer.

### Inglaterra
La presentación que Cervantes hace de Inglaterra —reflejada ya desde la antítesis contenida en el título— sorprendió en su época: se describe a la reina Isabel con rasgos de soberana tolerante y a la sociedad inglesa con cierta simpatía. Esto resulta más chocante si se considera que, en aquel entonces, Inglaterra y España eran enemigos irreconciliables. Para Georges Güntert, la novela resulta «una intriga conciliadora y filobritánica», mientras que Joaquín Casalduero ha resumido parte del sentido moral del relato en ese mismo sentido: los verdaderos enemigos no serían los ingleses, sino los malos católicos (ejemplificados estos últimos en el personaje de Arnesto).

## Película

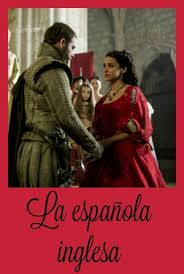
La española inglesa (2015).

En 2015, se estrenó la película La española inglesa, dirigida por Marco Castillo, junto con el guion de Pilar Nadal, Felipe Mellizo y Guillermo Cisneros. Basada en la novela homónima de Miguel de Cervantes, la película está narrada por un personaje -el propio Cervantes- que cuenta la historia de Isabel y Ricaredo.